# David Strelec
David Strelec (Érsekújvár, 2001. április 4. –) szlovák korosztályos válogatott labdarúgó, jelenleg a Slovan Bratislava játékosa.

## Pályafutása

### Klubcsapatban
A Slovan Bratislava sajátnevelésű labdarúgója. 2018-ban, 17 évesen az első csapatban több alkalommal is a kispadon kapott helyet. Augusztus 5-én a Zemplín Michalovce elleni bajnoki mérkőzésen mutatkozott be az élvonalban Vukana Savićeviće cseréjeként a 73. percben. December 8-án az MŠK Žilina ellen első bajnoki gólját is megszerezte az 5–2-re megnyert mérkőzésen. 2019. március 16-án a bajnokság rájátszásában az ŠKF iClinic Sereď ellen második felnőtt gólját szerezte meg. Április 4-én 5 éves szerződést írt alá a klubbal a 18. születésnapján.

### A válogatottban
Többszörös szlovák korosztályos válogatott labdarúgó. 2021 márciusában hívták először be a felnőtt válogatottba. Március 24-én mutatkozott be Štefan Tarkovič szövetségi kapitány válogatottjában a Ciprus elleni világbajnoki selejtező mérkőzésen.

## Statisztika

### A válogatottban
2021. március 30-án lett frissítve.
| Nemzet    | Év       | Pályára lépések | Gólok |
| --------- | -------- | --------------- | ----- |
| Szlovákia | 2021     | 3               | 1     |
| összesen  | összesen | 3               | 1     |

### Góljai a válogatottban
| # | Dátum             | Helyszín                                            | Pályára lépés | Ellenfél | Gól | Eredmény | Verseny                                    |
| - | ----------------- | --------------------------------------------------- | ------------- | -------- | --- | -------- | ------------------------------------------ |
| 1 | 2021. március 27. | Štadión Antona Malatinského, Nagyszombat, Szlovákia | 2             | Málta    | 1–2 | 2–2      | 2022-es labdarúgó-világbajnokság-selejtező |

## Sikerei, díjai
- Slovan Bratislava
  - Szlovák bajnok: 2018–19, 2019–20
  - Szlovák kupa: 2019–20